# Parotocinclus haroldoi
Parotocinclus haroldoi är en fiskart som beskrevs av Garavello, 1988. Parotocinclus haroldoi ingår i släktet Parotocinclus och familjen Loricariidae. IUCN kategoriserar arten globalt som livskraftig. Inga underarter finns listade i Catalogue of Life.